# Batalha de Ipso

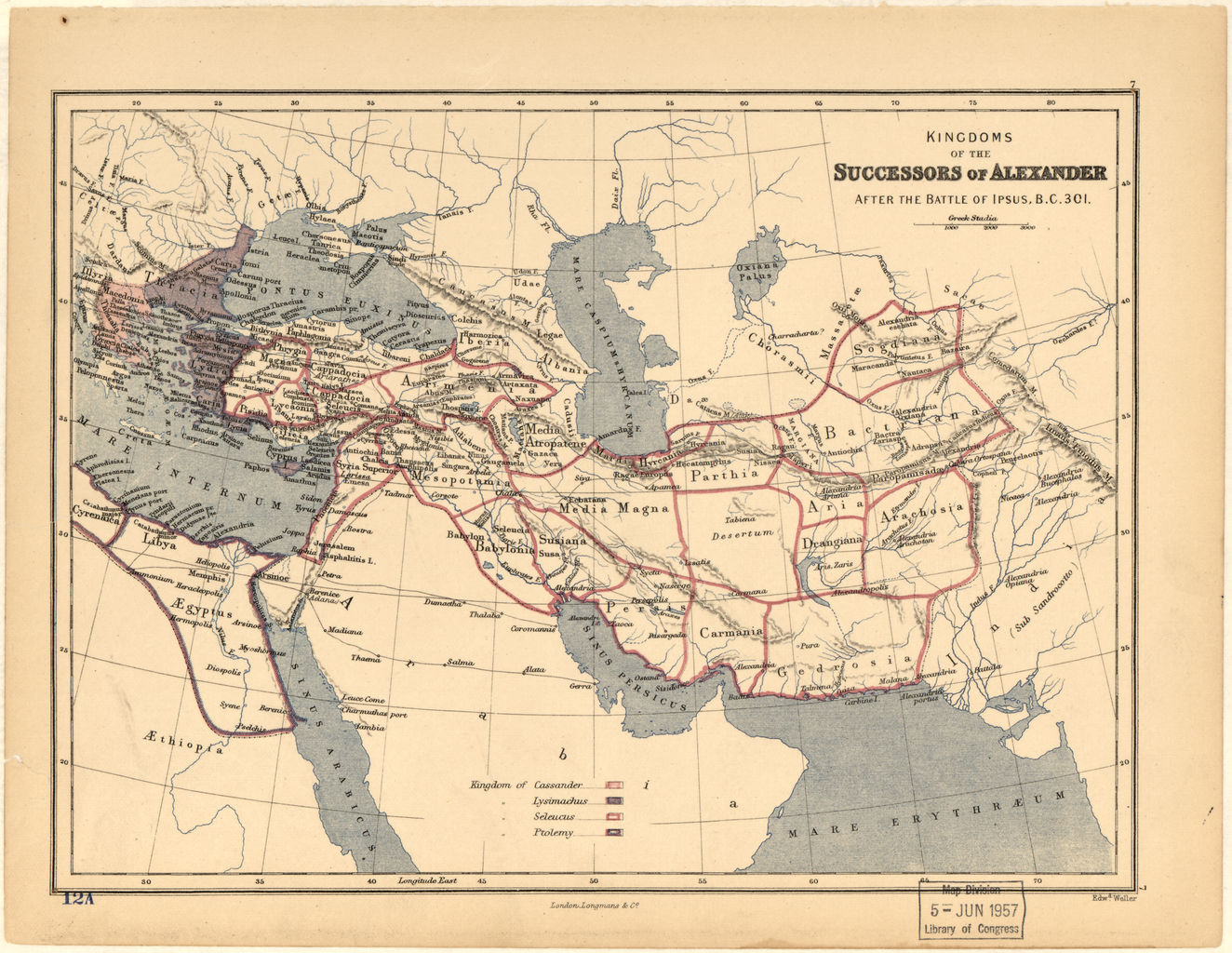
Reinos dos sucessores de Alexandre: após a Batalha de Ipso,

A Batalha de Ipso foi um conflito da Quarta Guerra dos Diádocos, entre alguns dos Diádocos (os sucessores de Alexandre, o Grande), ocorrido em 301 a.C., perto da cidade de mesmo nome na Frígia. Antígono Monoftalmo e seu filho Demétrio I da Macedónia lutaram contra a coalizão de três outros companheiros de Alexandre: Cassandro da Macedônia, Lisímaco, governante da Trácia; e Seleuco I Nicátor, governante da Babilônia e Pérsia.
A Batalha terminou com a vitória dos diácodos aliados, a morte de Antígono e a desintegração do exército de Demétrio.
Foi a última chance de se reunir o Império Alexandrino. Antígono tinha sido o único general capaz de vencer consistentemente outros sucessores. Sem ele, que morreu na Batalha, as últimas ligações do Império começaram a se dissolver. O mundo foi dividido entre os vitoriosos, com Ptolomeu ganhando o Egito; Seleuco, a maior parte das terras de Antígono na leste da Ásia Menor e Lisímaco recebendo o restante da Ásia Menor. Mais tarde, Seleuco derrotou Cassandro e Lisímaco mas morreu logo depois. Isso foi a derrotada final do Império e uma batalha importante na história clássica, que decidiu o caráter do Helenismo.